# Huisvrouwensyndroom
Het huisvrouwensyndroom is de geestelijke nood die op kan treden door de beperkingen die kunnen volgen uit het huisvrouwenbestaan. Het begrip is afkomstig van Betty Friedan in het boek The Feminine Mystique (1963), en later geparafraseerd in het artikel Het onbehagen bij de vrouw (1967) van Joke Smit in De Gids.
De moderne westerse industriële samenleving van midden twintigste eeuw kende het kostwinnersmodel waarbij arbeid was gesegregeerd naar sekse, waarbij mannen buitenshuis werkten en vrouwen het huishouden deden. Àls vrouwen al buitenshuis werkten, deden zij dat in typische vrouwenfuncties als typiste, telefoniste, verpleegster, bibliothecaresse. Die carrière eindigde abrupt bij het burgerlijk huwelijk dan wel bij zwangerschap. Daarop restte niets anders dan in de slaapwijken thuis het huishouden op zich te nemen. De term groene weduwe omschrijft deze situatie.
De gevolgen voor een vrouwenbestaan waren:
- vereenzaming door verlies aan sociale contacten
- depressie door het gevoel minder gewaardeerd te worden
- een gevoel van nutteloosheid
- dwangneurosen
- door het ontbreken van economische zelfstandigheid: het gevoel een speelbal van de echtgenoot te zijn
- een moedercomplex; in feite is de vrouw een verlengstuk van haar kinderen geworden
- verlies aan tijdsbesef door de sleur en gebrek aan grip op de eigen dagindeling
- twijfel aan de eigen capaciteiten en aan die van andere vrouwen

Veel van deze gedrags- en gedachtenpatronen werden voorheen toegeschreven aan frustratie omtrent het vrouw-zijn op zich of aan hysterie. Uiterlijke kenmerken waren de voornoemde depressie, zelfverwaarlozing, zelfontkenning, alcoholisme en zelfs zelfmoord of moord op de kinderen uit wraak op de vader (het Medeacomplex).
Vrouwenorganisaties uit de Tweede feministische golf hebben zich erg op deze groep vrouwen gericht. Via FORT-groepen trachtten zij de vrouwen tot een besef omtrent de gedeelde achtergestelde situatie en de daarmee gepaard gaande gevoelens te brengen en een collectieve uitweg te vinden.
Het hierboven beschreven vrouwenlevenspatroon gold voor het overgrote deel van de middenklasse - in de lagere klassen werkten de meeste vrouwen ook. Vaak uit geldnood en vaak in deeltijd buitenshuis.